# Actelion

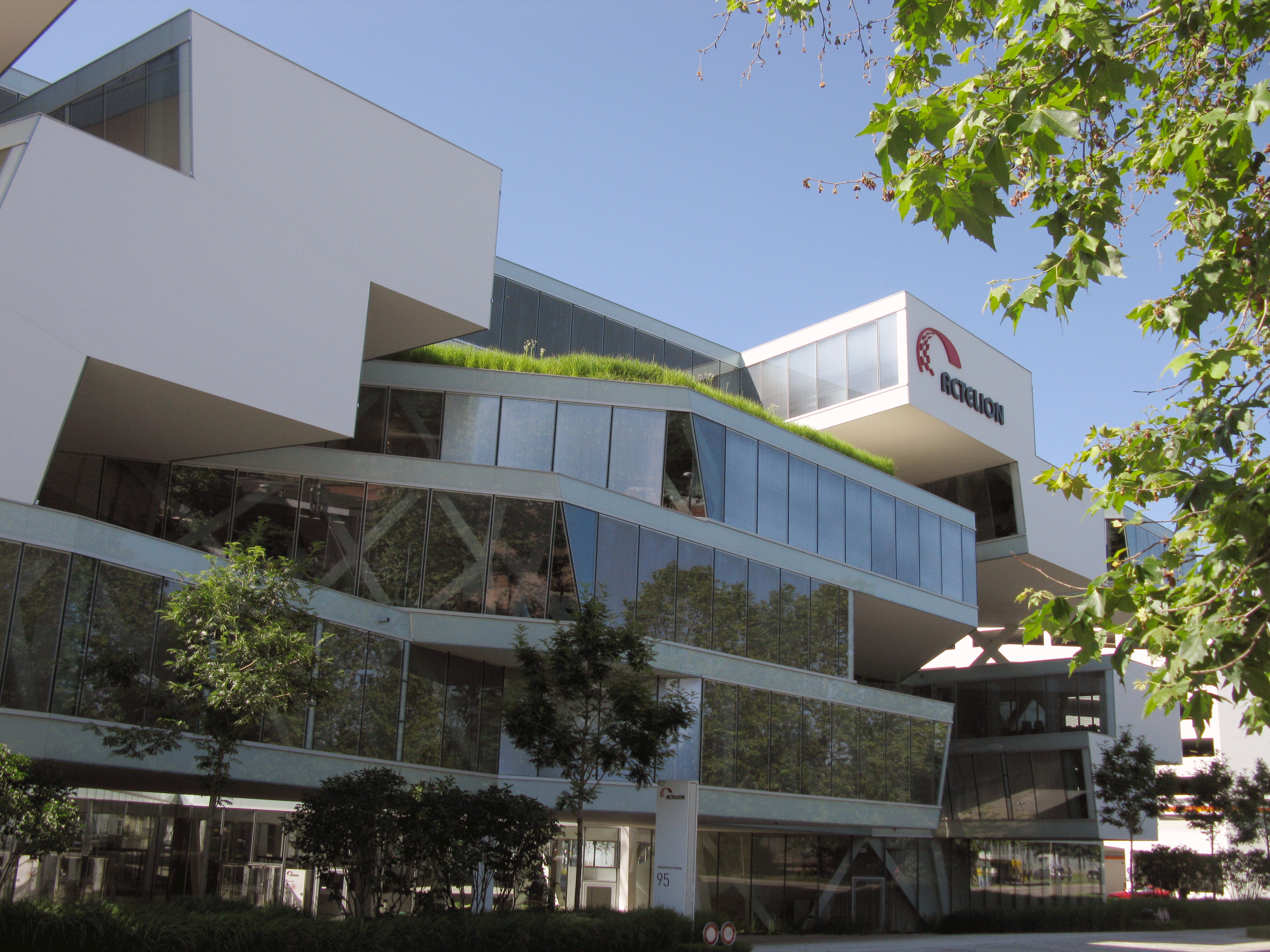
Actelion Business Center in Allschwil, Architekten: Herzog & de Meuron

Actelion Pharmaceuticals Ltd bzw. Actelion Ltd ist ein Schweizer Pharmaunternehmen mit Hauptsitz in Allschwil, Kanton Basel-Landschaft. Das Unternehmen ist spezialisiert auf Entwicklung und Vertrieb endothelbezogener Wirkstoffe.
Im Januar 2017 machte der US-amerikanische Konzern Johnson & Johnson ein Übernahmeangebot für Actelion in Höhe von 30 Milliarden US-Dollar. Die Übernahme wurde im Juni 2017 vollzogen.

## Kennzahlen
Das Unternehmen beschäftigte im Januar 2015 insgesamt 2.547 Mitarbeitende, davon 371 in der Forschung, 422 in der Entwicklung und 1.425 in Marketing und Vertrieb. 2015 erwirtschaftete Actelion einen Umsatz von 2,042 Milliarden Schweizer Franken.
Actelion wurde im Dezember 1997 gegründet. Gründer und Vorsitzender der Geschäftsleitung ist der Kardiologe Jean-Paul Clozel. Nachdem Actelion an der Schweizer Börse SWX Swiss Exchange seit dem Jahr 2000 im Swiss Leader Index der dreissig liquidesten und grössten Schweizer Aktientitel kotiert war, wurde das Unternehmen per 22. September 2008 auch in den Swiss Market Index aufgenommen. Im Zuge der Übernahme durch Johnson & Johnson fiel Actelion 2017 wieder aus dem SMI und dem SLI.
Das Unternehmen hat Niederlassungen in über 20 Ländern (Australien, Belgien, Brasilien, Deutschland, Frankreich, Griechenland, Israel, Italien, Japan, Kanada, Korea, Niederlande, Österreich, Portugal, Schweden, Schweiz, Spanien, Tschechien, Türkei, USA, Vereinigtes Königreich). Die deutsche Niederlassung befindet sich in Freiburg im Breisgau, die österreichische in Wien.

## Produkte
Von Actelion entwickelte und bereits auf dem Markt befindliche Produkte sind die Orphan-Arzneimittel:
- Tracleer (Bosentan): ein Endothelin-Rezeptorantagonist zur Behandlung pulmonal-arterieller Hypertonie
- Zavesca (Miglustat): ein Hemmer des Enzyms Glucosylceramid-Synthase (Glucosylceramid ist ein Cerebrosid-Derivat), zur Behandlung leichter bis mittelschwerer Fälle von Morbus Gaucher Typ I
- Opsumit (Macitentan): ein Endothelin-Rezeptorantagonist zur Behandlung pulmonaler arterieller Hypertonie

Unter anderem vermarktet Actelion in den USA das von der Schering AG entwickelte Medikament 
- Ventavis (Iloprost): ein Prostacyclin-Analogon zur inhalativen Therapie der primären pulmonalen Hypertonie (NYHA III)